# 维利·富格雷尔
维利·富格雷尔（德語：Willi Fuggerer，1941年9月11日—2015年9月2日），德国男子自行车运动员。他曾代表德国联队参加1964年夏季奥林匹克运动会自行车比赛，获得男子双人自行车铜牌。